# Jaime Lucas Ortega y Alamino
Jaime Lucas Ortega y Alamino (1936–2019) là một Hồng y người Cuba của Giáo hội Công giáo Rôma. Ông hiện đảm nhận vai trò Hồng y Đẳng Linh mục Nhà thờ Ss. Aquila e Priscilla. Ông từng đảm nhiệm vai trò Tổng giám mục đô thành Tổng giáo phận La Habana trong suốt 35 năm, từ năm 1981 đến năm 2016.
Vốn là một giáo sĩ trong vai trò lãnh đạo giáo hội địa phương, ông từng đảm trách vai trò Giám mục chính tòa Giáo phận Pinar del Río (1978–1981) trước khi tiến đến trở thành Tổng giám mục La Habana. Ngoài lãnh đạo các giáo phận được bổ nhiệm, ông còn đảm nhận nhiều vị trí quan trong tại Hội đồng giám mục quốc gia cũng như khu vực như: Chủ tịch Hội đồng Giám mục Cuba (1989–1998; 2001–2007), Phó Chủ tịch II Liên Hội đồng Giám mục Châu Mỹ Latinh (1995–1999). Ông được vinh thăng Hồng y ngày 26 tháng 11 năm 1994, bởi Giáo hoàng Gioan Phaolô II.

## Tiểu sử
Hồng y Jaime Lucas Ortega y Alamino sinh ngày 18 tháng 10 năm 1936 tại Jagüey Grande, Cuba. Sau quá trình tu học dài hạn tại các cơ sở chủng viện theo quy định của Giáo luật, ngày 2 tháng 8 năm 1964, Phó tế Ortega y Alamino, 28 tuổi, tiến đến việc được truyền chức linh mục. Cử hành nghi thức truyền chức cho tân linh mục là giám mục José Maximino Eusebio Domínguez y Rodríguez, giám mục chính tòa Giáo phận Matanzas. Tân linh mục đồng thời cũng là thành viên linh mục đoàn Giáo phận Matanzas.
Sau 14 năm thi hành các công việc mục vụ với thẩm quyền và cương vị của một linh mục, ngày 4 tháng 12 năm 1978, Tòa Thánh loan tin Giáo hoàng đã quyết định tuyển chọn linh mục Jaime Lucas Ortega y Alamino, 52 tuổi, gia nhập Giám mục đoàn Công giáo Hoàn vũ, với vị trí được bổ nhiệm là Giám mục chính tòa Giáo phận Pinar del Río. Lễ tấn phong cho vị giám mục tân cử được tổ chức sau đó vào ngày 14 tháng 1 năm 1979, với phần nghi thức chính yếu được cử hành cách trọng thể bởi 3 giáo sĩ cấp cao, gồm chủ phong là Tổng giám mục Mario Tagliaferri, Nguyên Quyền Sứ thần Tòa Thánh tại Cuba; hai vị giáo sĩ còn lại, với vai trò phụ phong, gồm có Tổng giám mục Francisco Ricardo Oves Fernández, Tổng giám mục đô thành Tổng giáo phận San Cristobal de la Habana và Giám mục José Maximino Eusebio Domínguez y Rodríguez, giám mục chính tòa Giáo phận Matanzas. Tân giám mục chọn cho mình khẩu hiệu SUFFICIT TIBI GRATIA MEA.
Chỉ sau khoảng thời gian ngắn được tấn phong giám mục là 3 năm, Giám mục Ortega y Alamino được Tòa Thánh thăng Tổng giám mục, qua việc bổ nhiệm giám mục này làm Tổng giám mục đô thành Tổng giáo phận La Habana. Thông báo về việc bổ nhiệm này được công bố cách rộng rãi vào ngày 21 tháng 11 năm 1981.
Bằng việc tổ chức công nghị Hồng y năm 1994 được cử hành chính thức vào ngày 26 tháng 11, Giáo hoàng Gioan Phaolô II đưa ra quyết định vinh thăng Tổng giám mục Jaime Lucas Ortega y Alamino tước vị danh dự của Giáo hội Công giáo, Hồng y. Tân Hồng y thuộc Đẳng Hồng y Linh mục và Nhà thờ Hiệu tòa được chỉ định là Nhà thờ Ss. Aquila e Priscilla.
Ngoài lãnh đạo các giáo phận, ông còn đảm nhận nhiều vị trí quan trong tại Hội đồng giám mục quốc gia cũng như khu vực như: Chủ tịch Hội đồng Giám mục Cuba trong hia giai đoạn, từ năm 1989 đến năm 1998 và từ năm 2001 đến năm 2007; từ năm 1995 đến năm 1999, ông là Phó Chủ tịch II Liên Hội đồng Giám mục Châu Mỹ Latinh.
Ngày 26 tháng 4 năm 2016, Tòa Thánh chấp thuận đơn xin hồi hưu của ông vì lý do tuổi tác, theo Giáo luật. Ông qua đời ngày 26 tháng 7 năm 2019.